# Landungsbrücken
Landungsbrücken (Landgångsbryggan) är en båtterminal för Hamburgs färjor samt en byggnad som ligger i stadsdelen St. Pauli i Hamburg vid floden Elbe. Landungsbrücken nuvarande huvudbyggnad stod klar 1909 och kännetecknas genom sitt klocktorn. Här finns också nedgången till Elbetunneln. 
I närheten finns stationen Landungsbrücken som är en trafikknutpunkt direkt vid Hamburgs hamn för S-Bahn, U-Bahn samt närliggande färjor. 

## Bilder

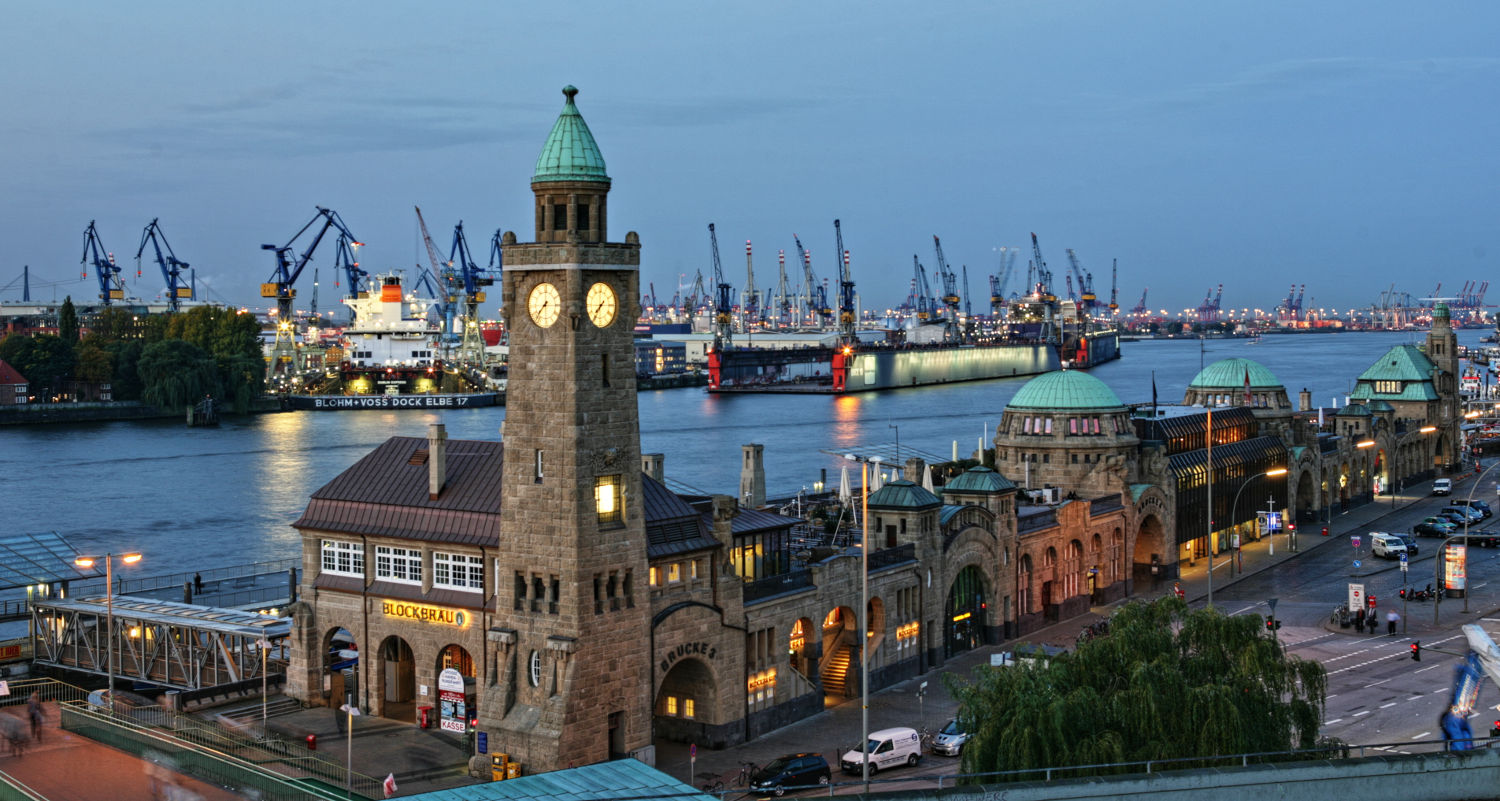

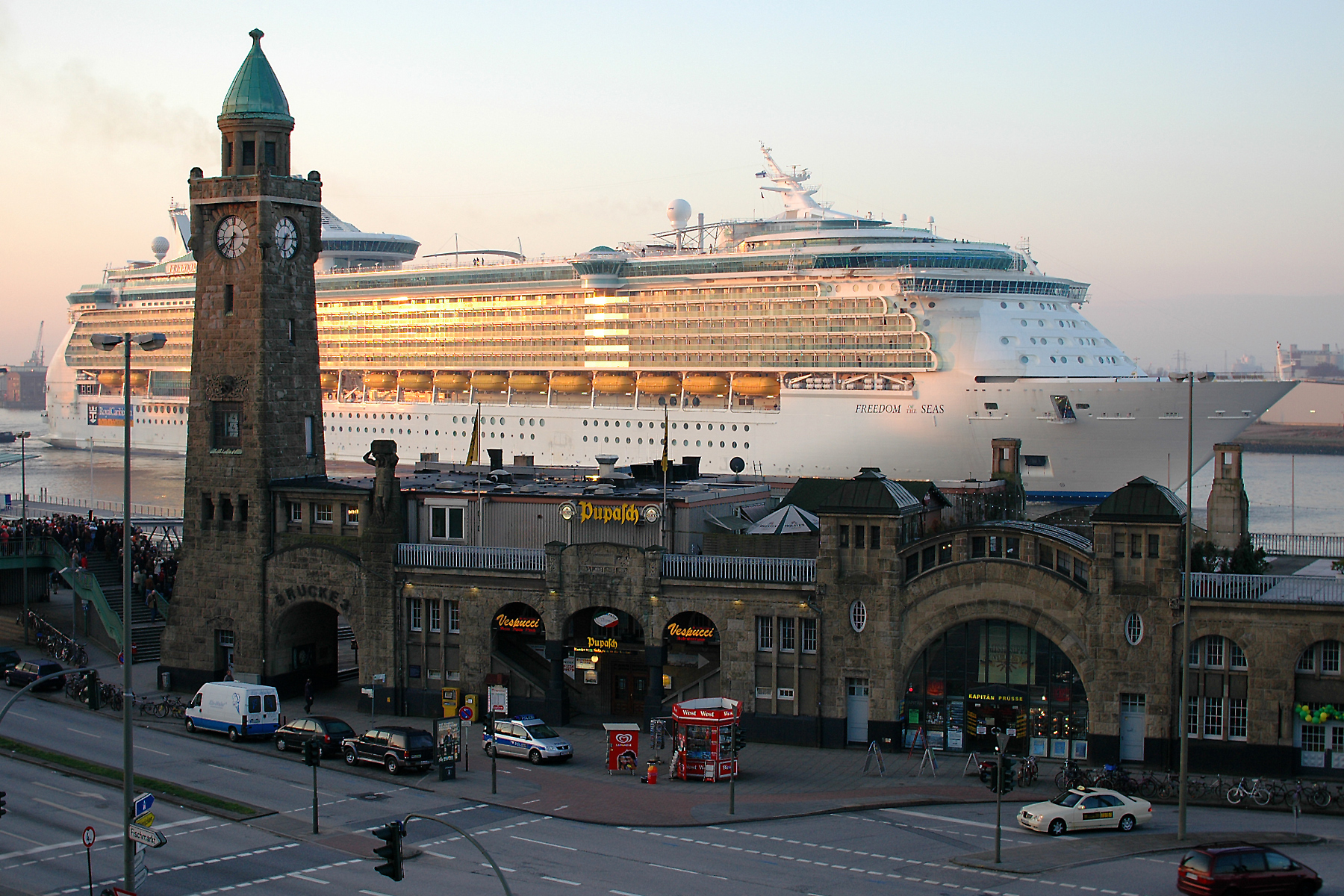
Freedom-of-the-Seas vid Landungsbrücken
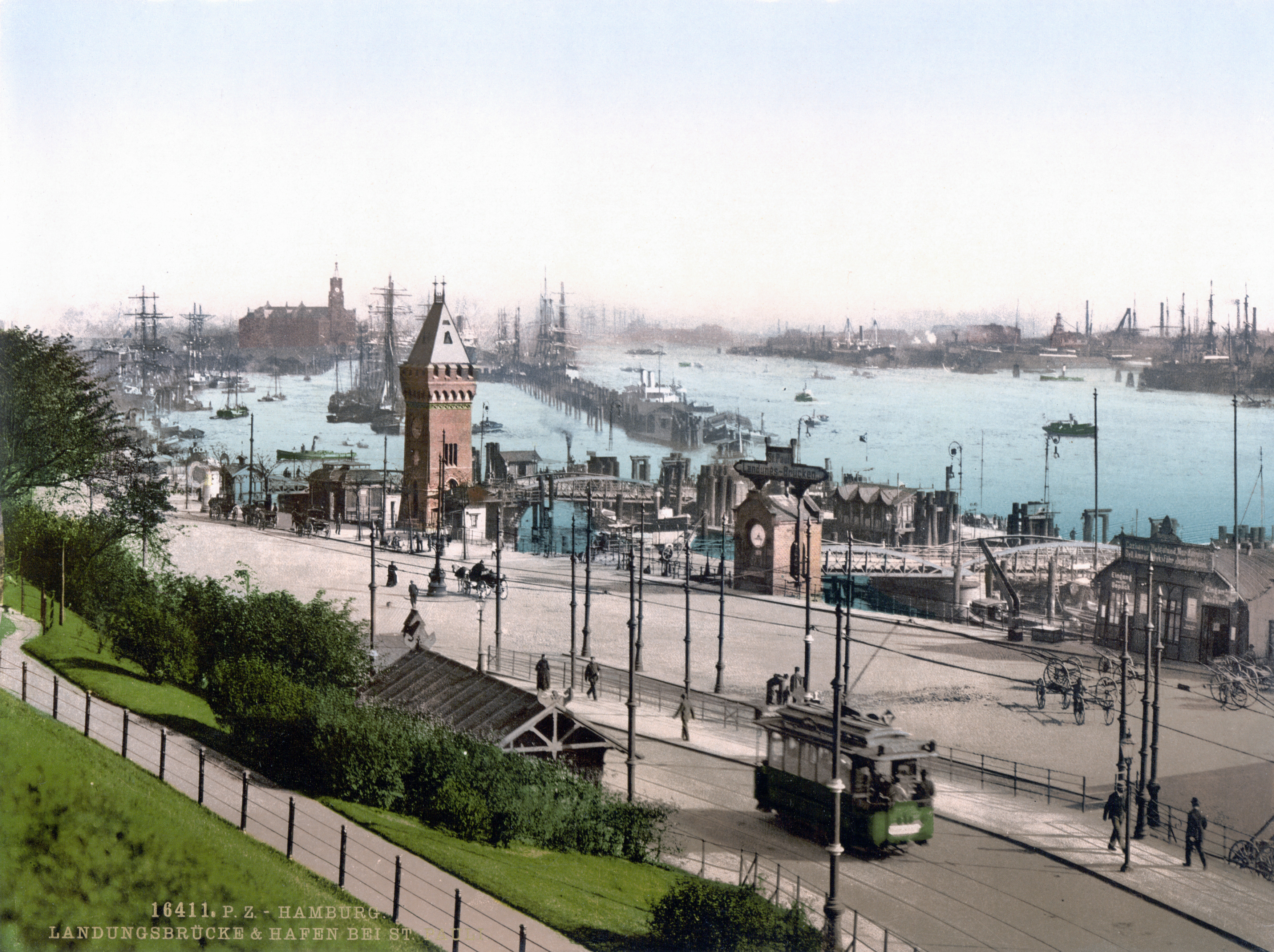
Landungsbrücken 1900
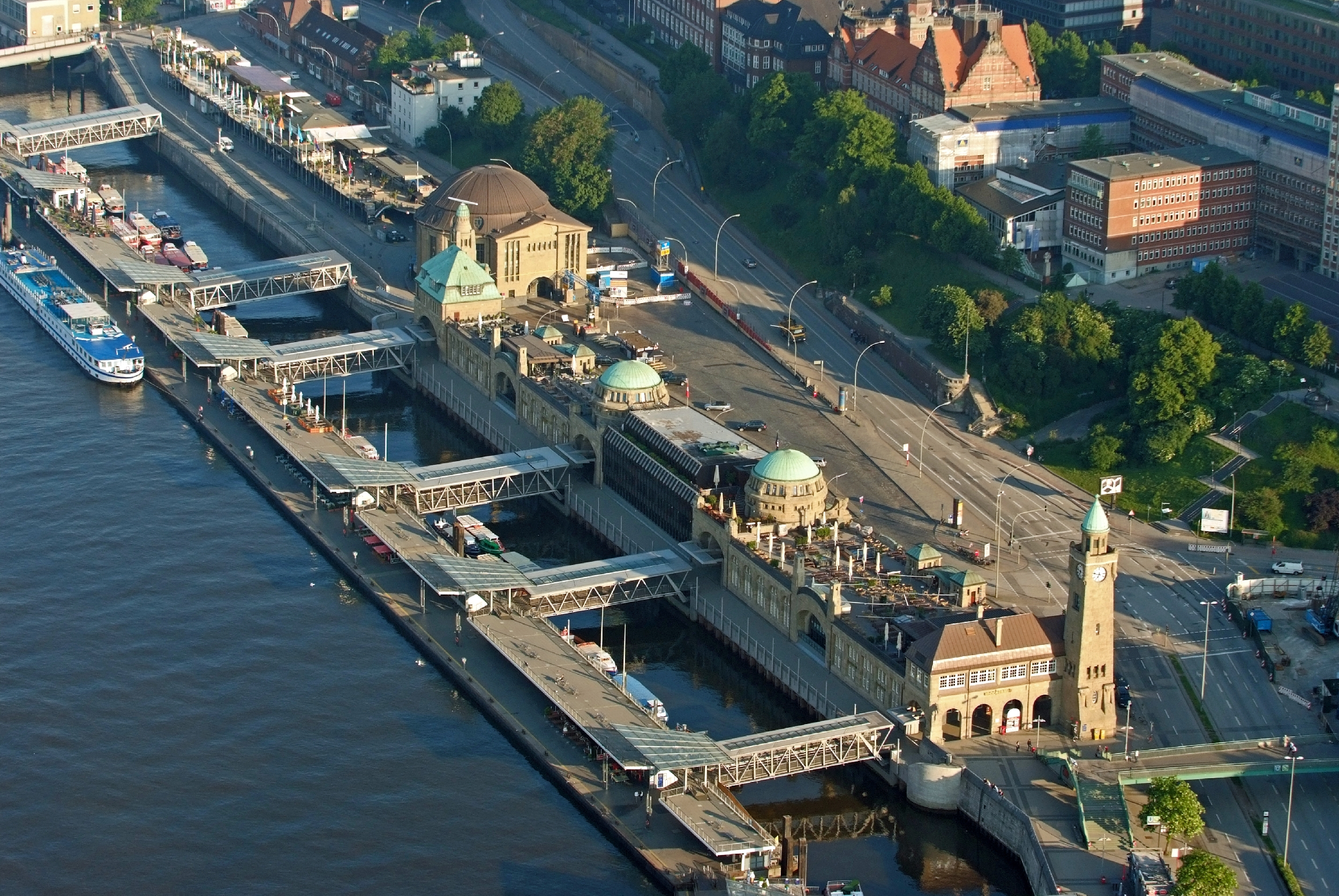
Båtterminalen med landgångsbryggor
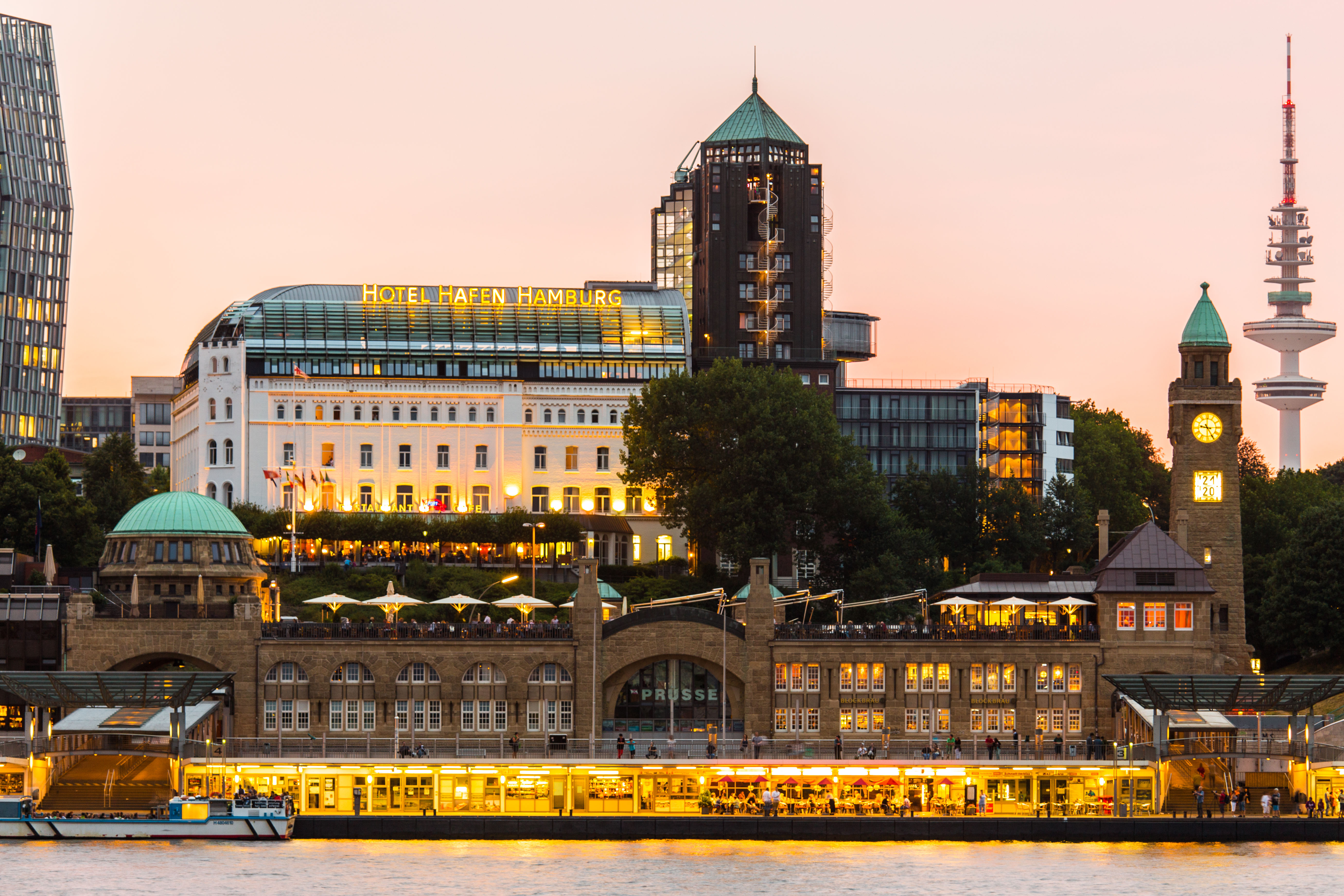
Landungsbrücken